# Svarthakad vanga
Svarthakad vanga (Xenopirostris xenopirostris) är en fågel i familjen vangor inom ordningen tättingar.

## Utbredning och systematik
Fågeln förekommer i lokalt i torra öknar på sydvästra Madagaskar. Den behandlas som monotypisk, det vill säga att den inte delas in i några underarter.

## Status
IUCN kategoriserar arten som nära hotad.

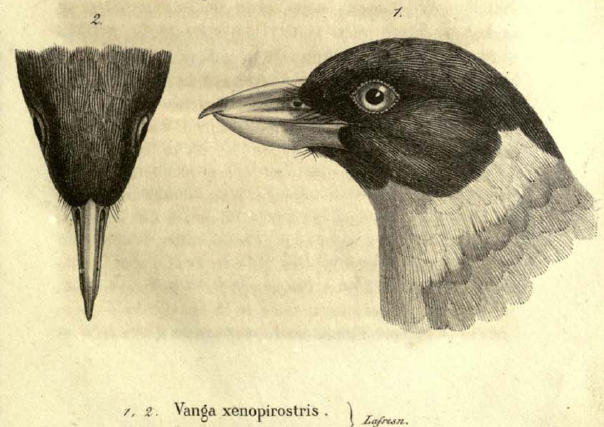